# Fagerborg videregående skole
Die Fagerborg videregående skole (deutsch Weiterführende Schule Fagerborg) ist eine weiterführende Schule und Gymnasium in Fagerborg im Stadtviertel St. Hanshaugen in Oslo.
Die Schule befindet sich am nördlichen Ende des Sophus Bugges plass (Sophus Bugges-Platz) und liegt an der Pilestredet 109. An der weiterführenden Schule kann das Abitur erworben werden, sie soll aber auch zugleich die Schüler auf ein Studium an einer Universität oder Fachhochschule vorbereiten.
Das Gebäude der Schule wurde von 1915 bis 1916 nach den Entwürfen des Architekten Harald Aars gebaut und wird seitdem durchgehend für den Schulbetrieb genutzt. Die Fagerborg videregående skole steht unter Denkmalschutz und ist unter der Nummer 85781 vom Riksantikvaren (Reichsarchivar) als Kulturdenkmal registriert worden.
Die Schule bietet zusätzlich Weiterbildungsprogramme und Studienspezialisierungen in den Wissenschaftsbereich mit Schwerpunkten in Physik, Mathematik, Biologie und Informatik, sowie in den Rubriken: Gesellschafts- und Sozialwissenschaften Philosophie, Sozialkunde, Medienwissenschaften, Ökonomie, Geschichte und Jura sowie mehrere Sprachen: so unter anderem Internationales Englisch und Wirtschaftsenglisch, Französisch, Spanisch und Deutsch. Außerdem werden Theater, Musik, Tanz und Drama auf höheren Niveau gelehrt. Die Schule besitzt eine umfangreiche eigene Bibliothek.
Die Schüler und Studenten der Fagerborg-Schule treten alljährlich seit 1922 in einer Revue, die Fagerborgrevyen (Fageborg-Revue) auf. Das Motto der Schule lautet: Engasjert og levende (Engagieren und Leben).
Des Weiteren geben die Lernenden die Schülerzeitschrift „Spindelvæv“  heraus, die seit der Gründung der Schule ununterbrochen publiziert wird und damit mit zu den ältesten norwegischen Schülerzeitschriften gehört.
Zuletzt wurde beschlossen die Berg videregående skole zu schließen und in die Fagerborg videregående skole zu integrieren bzw. zu einer Schule zusammenlegen. In der Zwischenzeit werden die Räumlichkeiten Sogn videregående skole an der Sognsveien 80 von der fusionierten Schule mitgenutzt. Die Berg videregående skole soll als Gymnasium für Blinde wieder eröffnet werden.

## Die goldene Spinne
Die goldene Spinne (deutsch Den Gyldne Edderkopp) war ursprünglich das Symbol der Fagerborg-Schulgesellschaft und später das der Fagerborg videregående skole. Die Präsentation des Symbols erfolgt im Rahmen einer Feierstunde, die mit einer Lobeshymne zur Goldenen Spinne beginnt. Wer von dem Ordenskapitel für würdig befunden wurde, wie zum Beispiel durch entsprechende Verdienste in der Gesellschaft oder zur Schule selbst, kann bei dieser Zeremonie um Mitternacht vom Kommandeur oder Großmeister zum Ritter der goldenen Spinnen (Riddere av den Gyldne Edderkopp) geschlagen werden. Dazu wird Musik von Richard Strauss mit den Stücken Also sprach Zarathustra (Strauss) und von Edvard Grieg mit In der Halle des Bergkönigs gespielt. Die Zeremonie selbst bleibt dabei ein großes Geheimnis.
Ausgezeichnet werden besonders verdiente Lehrer und Angestellte der Schule und ehemalige Schüler, sehr selten aber noch aktive Schüler. Es wird dabei in drei Stufen unterschieden: Ritter, Kommandeur und Großmeister (Großkreuz). Mit dem Großkreuz werden nur verdiente Schuldirektoren ausgezeichnet. Viele bekanntesten Ausgezeichneten waren ehemalige Schüler oder Lehrer, die z. B. später als Schriftsteller, Schauspieler und Politiker bekannt geworden sind.

### Ausgezeichnete Personen (Auswahl)
- 1927: Rolf Jacobsen, Schriftsteller, ehemaliger Lehrer zum Kommandeur
- 1932: Henki Kolstad, Schauspieler, ehemaliger Schüler zum Ritter
- 1934: Gudmund Harlem, Hochschullehrer und Politiker, als ehemaliger Schüler zum Ritter
- 1937: Carsten Byhring, Schauspieler, als ehemaliger Schüler zum Ritter
- 1938: Carsten Byhring zum Kommandeur
- 1939: André Bjerke, Schauspieler, als ehemaliger Schüler zum Ritter
- 1947: Henki Kolstad, Schauspieler, als ehemaliger Schüler zum Kommandeur
- 1956: Aase Bye, Schauspielerin, als ehemaliger Schüler zum Kommandeur
- 1959: Jan Erik Vold, Lyriker, ehemaliger Lehrer zum Ritter
- 1965: Fridtjof Feydt, Schauspieler, ehemaliger Schüler zum Ritter
- 1994: Simen Ekern, Journalist und Autor, ehemaliger Lehrer zum Ritter
- 2004: Christian Valeur, Schriftsteller, ehemaliger Schüler zum Ritter
- 2005: Anne-Kat. Hærland, Komikerin und Moderatorin, als ehemaliger Lehrerin zum Ritter
- 2007: Aksel Hennie, Schauspieler, Regisseur und Drehbuchautor, ehemaliger Lehrer zum Ritter
- 2012: Sigrid Bonde Tusvik, Schriftstellerin und Komikerin, ehemalige Lehrerin zum Ritter